# Haytham El Bahja
Haytham El Bahja (ur. 23 grudnia 1993) – marokański piłkarz, grający na pozycji napastnika. W sezonie 2021/2022 zawodnik Rai Casablanca.

## Kariera klubowa

### Początki (2013–2016)
Zaczynał w Rai Casablanca, lecz nie dostał się do pierwszego zespołu, gdyż trafił do Jeunesse Sportive de Soualem.
1 lipca 2015 roku dołączył do Olympic Safi. W tym zespole zadebiutował 2 października w meczu przeciwko Olympique Khouribga, przegranym 0:1, grając 9 minut. Łącznie zagrał 4 mecze.

### Widad Témara, ponownie Soualem i Wydad Casablanca (2016–2020)
1 lipca 2016 roku został graczem Widadu Témara.
1 sierpnia 2018 roku po raz drugi trafił do Jeunesse Sportive de Soualem.
Dokładnie rok później został zawodnikiem Wydadu Casablanca. W zespole z największego miasta kraju zadebiutował 6 listopada w meczu przeciwko Ittihadowi Tanger, wygranym 4:0, grając 15 minut. Pierwszą asystę zaliczył 22 lutego 2020 roku w meczu przeciwko Youssoufii Berrechid, przegranym 3:2. Asystował przy golu w 63. minucie. W Wydadzie zagrał 7 meczów i zaliczył asystę.

### Wypożyczenie i transfer definitywny do Soualem (2020–2022)
29 listopada 2020 roku został wypożyczony do JS Soualem. Wrócił pod koniec sezonu 2020/2021.
11 sierpnia 2021 roku definitywnie został graczem tego zespołu. W najwyższej lidze zadebiutował nim 15 września w meczu przeciwko FARowi Rabat, wygranym 0:3. W debiucie strzelił gola – do siatki trafił w 90. minucie. Pierwszą asystę zaliczył 27 września w meczu przeciwko Olympique Khouribga, wygranym 2:1. Asystował przy golu w 10. minucie. Łącznie zagrał 15 meczów, strzelił 5 goli i zanotował 4 asysty.

### Raja Casablanca (2022–)
8 stycznia 2022 roku dołączył do Rai Casablanca.